# Alexander Gelfond
Alexander Osipovich Gelfond, född den 24 oktober 1906 i Sankt Petersburg i Ryssland, död den 7 november 1968, var en sovjetisk matematiker. Gelfonds sats, Gelfonds konstant och Gelfond–Schneiders konstant är uppkallade efter honom.

## Biografi
Alexander Gelfond var son till läkaren och amatörfilosofen Osip Gelfond och av judisk börd. Han påbörjade sina studier vid Moskvas Statliga Universitet 1924, fortsatte med sina doktorandstudier där med början 1927 och erhöll sin filosofie doktorsgrad 1930. Hans handledare vid doktorandstudierna var Alexander Yakovlevich Khinchin och Vyacheslav Stepanov.
År 1930 tillbringade han fem månader i Tyskland (i Berlin och Göttingen), där han arbetade med Edmund Landau, Carl Siegel och David Hilbert. År 1931 började han som professor vid Moskvauniversitetet och arbetade där fram till den sista dagen av sitt liv. Från 1933 arbetade han också på Steklov matematiska institut i Moskva.
År 1939 valdes han till korresponderande medlem av Sovjetunionens vetenskapsakademi för sin verksamhet inom kryptografi. Under andra världskriget var Gelfond chefskryptograf vid Sovjetunionens flotta.

## Forskning
Gelfond framlade flera viktiga resultat inom olika matematiska domäner inkluderande talteori, teorin för analytiska funktioner, integralekvationer och matematikens historia, men hans mest kända resultat är den efter honom uppkallade satsen. Gelfond bevisade ett speciellt fall av satsen 1929, då han var doktorand, och han bevisade satsen fullständigt 1934. Oberoende av Gelfond bevisade Theodor Schneider samma sats och satsen kallas därför ofta Gelfond-Schneiders sats. Denna sats utgör en dellösning till det sjunde Hilbertproblemet.
1929 föreslog Gelfond en utvidgning av satsen, som kallades Gelfond's förmodan och som senare bevisades av Alan Baker 1966.
Före Gelfonds arbeten var bara några få tal såsom e och π kända som transcendenta. Efter Gelfonds upptäckter stod det klart att det finns oändligt antal transcendenta tal. Några transcendenta tal har uppkallats efter Gelfond, såsom 
- {\displaystyle 2^{\sqrt {2}}}, som är känt som Gelfond–Schneiders konstant
- {\displaystyle e^{\pi }}, som är känt som Gelfonds konstant.